# Neonesiotes
Neonesiotes Millidge, 1991 è un genere di ragni appartenente alla famiglia Linyphiidae.

## Distribuzione
Le due specie oggi note di questo genere sono state reperite prevalentemente in Oceania: la N. hamatus è un endemismo delle Isole Caroline; la N. remiformis ha un areale più vasto: oltre ad essere presente su vari arcipelaghi dell'Oceania, è stata anche rinvenuta alle Isole Seychelles, nell'Oceano indiano.

## Tassonomia
Dal 2010 non sono stati esaminati esemplari di questo genere.
A dicembre 2012, si compone di due specie:
- Neonesiotes hamatus Millidge, 1991 — Isole Caroline
- Neonesiotes remiformis Millidge, 1991[3] — Isole Marshall, Isole Caroline, Isole Cook, Isole Figi, Isole Samoa, Isole Seychelles